# 星と翼のパラドクス
『星と翼のパラドクス』（ほしとつばさのパラドクス、英記：Starwing Paradox）は、スクウェア・エニックスより発売されたアーケードゲーム。オンライン稼働期間は2018年11月21日 - 2021年10月31日。公式略称は『星翼（ほしつば）』。
キャッチコピーは「生命巡る星 はばたけ二人の翼（エア・リアル）」
2025年に本作を原作とする劇場アニメ作品『アズワン/AS ONE』が公開予定。

## 概要
スクウェア・エニックスの新規IPによるアーケード向けロボットアクションゲーム。同社のアーケードゲーム市場への本格参入から10年目を記念したタイトルとして「JAEPO 2018」にて正式発表された。
内容は最大8on8によるマルチプレイヤー型対戦アクションで、コントロールデバイスには専用の可動式大型筐体を採用。開発は『ガンスリンガー ストラトス』シリーズのバイキングが担当する。
キャラクターデザインに貞本義行、メカニックデザインに形部一平・石垣純哉、アニメーションパート制作にサンライズといった、ロボットアニメジャンルにおいて著名なクリエイター・企業をメインスタッフとして起用している。サンライズがスクウェア・エニックスのゲームタイトル制作に携わるのは、旧スクウェアから1986年に発売されたPC用ゲーム『クルーズチェイサー ブラスティー』以来となる。
企画の立ち上げは『ガンスリンガーストラトス』を手掛けた門井信樹（スクウェア・エニックス）と小形尚弘（サンライズ）の両プロデューサーにより行われた。
2020年9月30日更新のVer.1.1.5.0が最終バージョンとして以後ネットワークサービスのみの運営へ移行。また本作と連動したスマートフォン用アプリ『星翼ナビ』についても2020年12月9日15時をもってサービスが終了された。
2021年10月31日をもってネットワークサービスを終了。オフライン移行後は「おためし」モードのみでの稼働となり各種データ保存用カード（NESiCA・Amusement IC）も使用不可となるため、事実上の稼働終了となった。

## ゲームシステム

### 筺体仕様

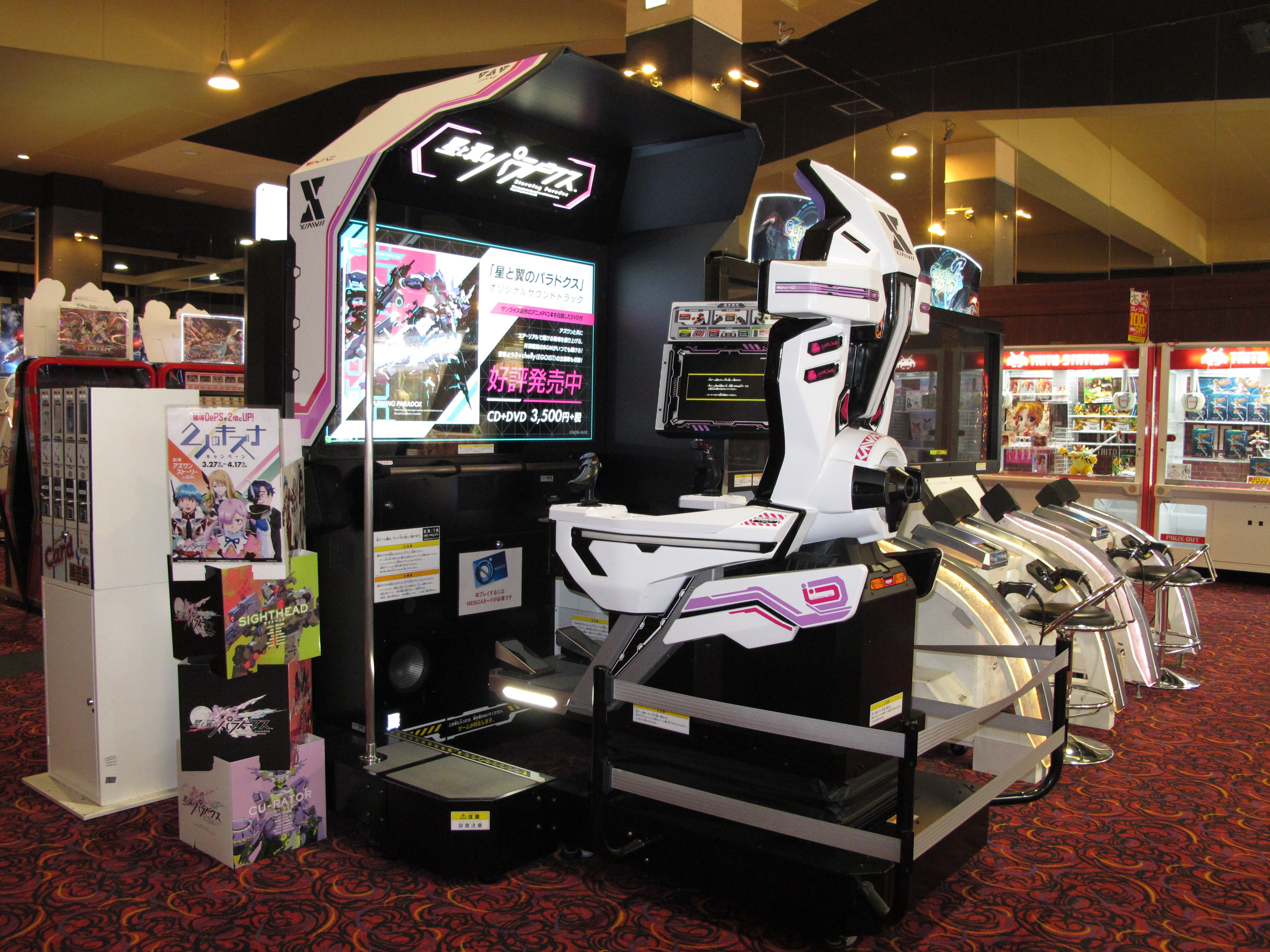
「星と翼のパラドクス」のアーケードゲーム筐体

可動部分
　　モータードライブ２軸
CPUIntel Core i7-4790S 3.2GHz
RAM16GB
GPUNVIDIA GeForce GTX 1080

### ゲーム内容
本作はインターネットを介して8vs8のチームバトルを行う、三人称視点の対戦アクションゲームである。
敵のチームゲージをゼロにするか、もしくはタイムアップ時に相手よりゲージの残量が上回っていれば勝利となる。
敵チームゲージは敵機を撃破することで減らせるが、大きく削るには敵陣最奥の「ベース」に安置された敵コアを攻撃する必要がある。
敵チームの機体を撃破し、チームゲージを減らしても、最後はコアへ攻撃を当てなければゲージをゼロにできない。
コアは装甲に覆われており、フィールドに配置されているポートを3つ以上占拠することで装甲が開き攻撃可能となる。
チームゲージが一定数削れると、段階的にフェーズが上昇。フェーズの進行に伴ってゲージを削られた側に増援が配置される。
フェーズ1 タワー:最初から存在する固定砲台。特定の場所に配置され、近づく敵を攻撃する。
マグ
最初から存在する小型機。一機一機はぜい弱だが、編隊を組んで飛行し、敵軍を攻撃する。
フェーズ2Sマグ:大型のマグ。誘導弾や範囲攻撃のほか、敵コアの状態にかかわらず攻撃することもできる。
フェーズ3エア・グランデ:Sマグよりさらに大きな浮遊要塞。Sマグ同様に敵コアの状態にかかわらずダメージを与えられるほか、レーザーや範囲攻撃で敵を攻撃する。

## 登場キャラクター

### アズワン
プレイヤーのパートナーとなるキャラクターであり、出撃前後にはナビゲートを行ってくれる。
2019年4月現在6人が存在しており、専用アプリでサイドストーリーを閲覧することもできる。
ヒカリ
声 - 小松未可子
戦場にあっても、いつも明るくポジティブな少女。
アズワンとしての資質の高さを買われて多国籍企業キザナに所属することとなり、日が浅いながらもメキメキと頭角を表している。【エア・リアル】ソリディアを駆る、アズワン達のムードメーカー。自分だけでなく周囲が笑顔になるように振る舞う。

ナギ
声 - 白石涼子
心優しいアズワンの少年。一見気弱に見えるが、曲がったことは許さない芯の強さと正義感とを兼ね備えている。
アズワンとしての能力は高く、愛機、【エア・リアル】カーディナルで戦場を駆け抜ける。戦場におもむく彼の胸には、隠された信念がある。

レイカ
声 - 諏訪彩花
ヒカリと同期だが、性格は対照的に、冷静沈着で分析的な性格。優秀であろうとするあまり、自分に厳しすぎる一面もある。
ヒカリの実力は認めつつも、危なっかしさにハラハラすることも多い。乗機は【エア・リアル】シーユー・レイター。いつもクールでいようとしているが、戦場ではつい熱くなることも。

シャーリー
声 - 佐藤美由希
いつも元気一杯で、少し高飛車な少女。都会派を自称してはいるが、実はかなりの辺境出身との噂がある。
理論化できない独特の操縦技術を持ち、【エア・リアル】ゴールテン・ダーを自由自在に動かす。さらに機械に強く、自機のメンテナンスや改造までこなしてしまう。

カズマ
声 - 花倉洸幸
敵が強ければ強いほど燃える、生粋の戦士。
決して恵まれた出自ではないが、恐れ知らずの性格とたゆまぬ努力で【ジ・オーダー】一員の座を勝ち取った。乗騎の【エア・リアル】サブライガを、相棒として非常に大切にしている。負けず嫌いで、敵に突っ込みすぎることも。

イサドラ
声 - 高橋未奈美
面倒見が良く、周囲に慕われる女性。セクシーで奔放な一面もあるが、実は上流階級の出身で、かなりのセレブである。
【エア・リアル】サイトヘッドの操縦は繊細で、無駄の無い優雅な動きで戦場を制圧していく。その私生活には謎が多く、コネを利用して独自の動きをしている。

## 登場メカ

### 騎動機（エア・リアル）
40m級の人型兵器であり、本作でプレイヤーが操作する機体。
2019年4月現在9体が登場しており、各機体のパーツを組み替え、独自の機体を作ることも可能。
ソリディア
基本性能が高く、扱いやすいエア・リアル。
突出した性能はないが、苦手とする戦いかたもない。
耐久値が高く、前線に出ても撃破されにくい点が目立った特徴。

カーディナル
ブーストダッシュやフルドライブがのスピードが速く、一瞬で前線に飛び込む瞬発力が特徴的な高速型エア・リアル。
反面、耐久値やブーストゲージの量に劣る。

シーユー・レイター
ジャンプ力と滞空能力に優れ、上空からのサポートが得意なエア・リアル。
移動力や耐久値がやや低いため、前線で戦うのは不向き。
支援を行う戦いかたで活躍できる。

ゴールテン・ダー
アーマー値が高く、ソリディアのように前線で粘り強く戦える。
重量級だが見た目に反して機動力に優れているため、どんな戦いかたでもそつなく行える。

サブライガ
クリティカルを与えられる範囲や索敵範囲が広く、接近戦で真価を発揮する攻撃的なエア・リアル。
軽量機体だが、攻撃を受けても吹き飛びにくい性能を持つ。

サイトヘッド
ブースト奪取を継続すると加速し続ける特殊な移動性能が特徴。
最高速に達すると、敵は非常に攻撃を当てづらい。
索敵距離にも優れ、遠距離からの射撃も得意。

ディスドス
回避方向や状態異常攻撃など
特殊な性能が多い万能型の重量エア・リアル。
アサルト、サポート向き。

スクラッパー
フルドライブによる長距離移動が得意で、
コアへの奇襲が可能。ロックオンエリアが横に広く
相手を逃がさない戦いができる。

ファルマコン
透明化する回避や、縦に長いロックオンエリアなど
トリッキーなエア・リアル。
相手を惑わす動きから妨害や、奇襲が得意。

## 世界観・設定
巡星（メグリボシ）
星血（ホシノチ）と呼ばれるエネルギーを内包した惑星。
そのエネルギーを巡り、ヴ・レード星王国 と 轟国ア・スレッガ の二つの勢力が 翔握戦 を繰り広げている。

翔握戦
本作の全国対戦。
設定上は星血の採掘場の所有権をめぐる争いの事となっている。

## スタッフ
- キャラクターデザイン - 貞本義行
- メカニックデザイン - 形部一平、石垣純哉
- 脚本 - 加藤陽一
- 世界観考証 - 関西リョウジ
- 音楽 - 井筒昭雄
- アニメーション制作 - サンライズ
- プロデューサー - 丹沢悠一（スクウェア・エニックス）、小形尚弘（サンライズ）

### 主題歌
『星と翼のパラドクス』（作詞：児玉雨子、作曲：菅野よう子、歌：菅野よう子 feat. chelly）

## 劇場アニメ
『アズワン/AS ONE』のタイトルで2025年8月22日にギャガ配給で公開予定。『星と翼のパラドクス』の前日譚を描いた作品となる。

### 登場キャラクター（劇場アニメ）
ミナト ヨウ
声 - 白岩瑠姫（JO1）
本作の主人公。地球に住むミュージシャンを目指す高校生。
ラコ・アリス・ルロワ
声 - 白石晴香
宇宙に浮かぶ巡星に住むプルガードの整備士。
昏睡状態に陥り、意識の中でヨウと出会う。
ヴィーゴ・クセナキス
声 - 武内駿輔
ヴ・レード惺王国のプルガード隊の隊長。
キザナ・ファウロス
声 - 日笠陽子
ボナ・ソキウス社の研究者。リアライドの開発責任者。
ルロワ博士
声 - 丸山隆平
ラコの父。ボナ・ソキウス社の研究者。
エネルギー源「星血」をもとにした新しいエネルギーを研究している。

### スタッフ（劇場アニメ）
- 監督 - 静野孔文[1]
- キャラクターデザイン - 貞本義行[1]
- メカニックデザイン - 形部一平[1]
- 主題歌 - RUKI（JO1）「巡星」（LAPONE ENTERTAINMENT）[12]
- 脚本 - 西田シャトナー、松井香奈、本田雅也[1]
- プロデューサー - 三木裕明、津田洋介、鈴木洋平[1]
- 製作総指揮・プロデューサー - Joe Teng、結城崇史[1]
- アニメーション制作 - Honoo、StudioGOONEYS[1]
- 製作・制作 - ナダ・ホールディングス、スローネ[1]
- 宣伝 - 満塁[1]
- 配給 - ギャガ[1]